# 25629 Mukherjee
25629 Mukherjee este un asteroid din centura principală de asteroizi.

## Descriere
25629 Mukherjee este un asteroid din centura principală de asteroizi. A fost descoperit pe 4 ianuarie 2000 la Socorro, New Mexico, în cadrul proiectului LINEAR. Asteroidul prezintă o orbită caracterizată de o semiaxă mare de 2,24 ua, o excentricitate de 0,09 și o înclinație de 4,9° în raport cu ecliptica.